# Costo del denaro
In economia il costo del denaro indica il tasso di interesse annuo stabilito da una banca centrale (come può essere la BCE) per la concessione di prestito (solitamente da parte di una banca commerciale) di denaro (credito) a qualcuno che lo richiede (debitore).
Se tale tasso di interesse è basso, sarà più conveniente per il debitore contrarre una forma di prestito con le banche commerciali, viceversa con un alto tasso di interesse una persona (sia essa fisica o giuridica) sarà più avversa ad accedere a capitali terzi.
Il tasso ufficiale di sconto è l'interesse fissato ufficialmente da una banca centrale con cui presta soldi alle banche commerciali, mentre l'indice sintetico di costo (ISC) (anche detto tasso annuo effettivo globale - TAEG) comprende anche altre spese (es: spese per l'istruttoria bancaria, ovvero un'analisi per conoscere la solvibilità del debitore).